# Manfred Steiner (Skispringer)
Manfred Steiner (* 27. November 1962 in Wörgl) ist ein ehemaliger österreichischer Skispringer.

## Werdegang
Sein erstes Weltcup-Springen absolvierte Steiner am 4. Januar 1980 in Innsbruck und wurde dort am Ende 77. Auch im zweiten Springen auf der gleichen Schanze 1981 kam er mit Platz 55 nur ins hintere Springerfeld und blieb ohne Punkte. Erst in Bischofshofen konnte er mit Platz 15 seinen ersten Weltcup-Punkt gewinnen. In den folgenden drei Weltcup-Springen zeigte sich ein klarer Aufwärtstrend. So erreichte er in Ironwood den 12. Platz und in Thunder Bay und Cortina d’Ampezzo jeweils den 6. Platz. Es dauerte anschließend über drei Jahre, bis er an diesen Erfolg wieder anknüpfen konnte. Erst am 21. Januar 1984 konnte er mit Platz 3 in Sapporo auf der Normalschanze wieder in die vorderen Plätze springen und stand zudem erstmals auf dem Podium. Einen Tag später konnte er gar das Springen auf der Großschanze gewinnen. Bei den Olympischen Winterspielen 1984 erreichte Steiner den 41. beim Springen von der Großschanze.

## Erfolge

### Weltcupsiege
| Datum           | Ort     | Land  | Disziplin   |
| --------------- | ------- | ----- | ----------- |
| 22. Januar 1984 | Sapporo | Japan | Großschanze |